# Elecciones presidenciales de Uruguay de 1854
Las elecciones presidenciales de 1854 fueron las quintas elecciones presidenciales celebradas en el inestable Estado Oriental del Uruguay y fueron hechas de manera imprevista tras la forzada renuncia de Juan Francisco Giró al cargo. Estas se realizaron el 12 de marzo de 1854 para elegir al presidente de la república que concluyera el período comprendido entre el 1 de marzo de 1852 al 1 de marzo de 1856.
Esta elección se realizó bajo las normas de la Constitución de 1830, la cual establecía que el presidente de la república sería elegido mediante votación nominal por todos los miembros de la Asamblea General en una sesión permanente realizada el 1 de marzo, requiriéndose una pluralidad absoluta para ser investido en el cargo.

## Antecedentes

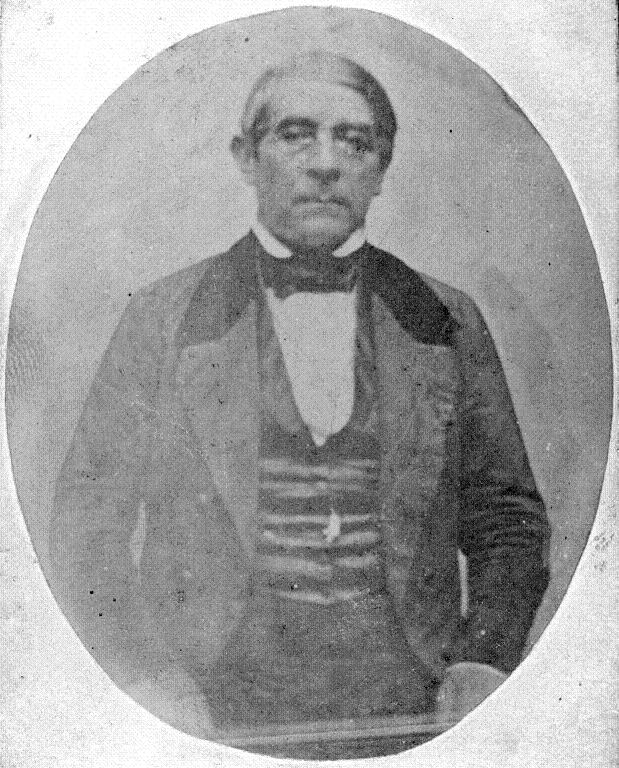
Fructuoso Rivera

Los colorados forzaron la renuncia del presidente Giró e instauraron entre muchas batallas internas, un gobierno temporal en forma de triunviro liderado por Venancio Flores, Fructuoso Rivera y Juan Antonio Lavalleja. Tras el fallecimiento de los últimos dos, Flores queda solo en el cargo y llama a elecciones de emergencia para decidir si seguirá al mando. Desde los inicios de la república, la reelección presidencial está prohibida, pero como lo que gobernó fue un triunvirato y no Venancio Flores únicamente, consiguió seguir en el sillón presidencial.

## Sistema Electoral
El sufragio solo lo ejercían los miembros de la asamblea general. El voto no era secreto, ya que los diputados y senadores tenían que firmar su balota.

## Consecuencias
El presidente sería obligado a renunciar debido a las revoluciones conservadoras y antifusionistas. Por lo que el mando paró en un interinato de Manuel Basilio Bustamante (presidente del senado).